# Juan de Ugarte
Juan de Ugarte (Tegucigalpa, 1662 – Missione di San Francesco Saverio, 29 dicembre 1730) è stato un religioso e missionario honduregno.

## Biografía
Ugarte nacque a Tegucigalpa, allora nella Capitaneria generale del Guatemala, parte della Nuova Spagna.

### Gli inizi
Entrò nella Compagnia di Gesù in Messico nel 1679. Fu insegnante di filosofia nel Colegio Máximo de San Pedro y San Pablo a Città del Messico, ove conobbe i confratelli Eusebio Francesco Chini e Juan María de Salvatierra, scegliendo di dedicarsi all'attività missionaria nella Penisola di Bassa California.
Anche il fratello, Pedro de Ugarte, fu missionario gesuita nella Bassa California.

### In California
Giunse alla Missione Nuestra Señora de Loreto Conchó nel marzo del 1701. In quello stesso anno
Ugarte fu inizialmente procuratore delle nuove missioni create in California negli anni 1697–1700. In questa veste fu amministratore del Pio Fondo delle Californie, un fondo di donazioni private che sosteneva finanziariamente le missioni, fornendo loro il necessario sostegno logistico.
Nel 1701, Ugarte giunse nella penisola per la sua terza missione, seguendo le orme dei padri Salvatierra S.J. e Francisco María Píccolo S.J. Si fermò dapprima alla Missione Nuestra Señora de Loreto Conchó, procedendo quindi per la Missione di San Francesco Saverio, che era stata abbandonata l'anno precedente a causa delle minacce da parte della popolazione nativa, ove giunse nel 1702. Fu qui che stabilì la sua sede per il resto della vita, tra gli indiani Cochimí.
Ugarte fu un leader capace ed energico nell'espansione e nello sviluppo del sistema delle missioni. Egli funse da "visitatore canonico» delle missioni in assenza di padre Salvatierra e in sostituzione del medesimo dalla sua morte, avvenuta nel 1717.
Ugarte guidò diverse spedizioni per cercar di trovare luoghi di missione nella zona intorno a San Javier. Egli sovrintese alla costruzione di una nave, "El Triunfo de la Cruz", con legno locale chiamato gueribo e trovato sulla montagna chiamata "La Goganta". Nel settembre 1720, Ugarte salpò con la sua nuova nave da Nuestra Señora de Loreto Conchó, alla Missione di Nuestra Señora del Pilar de La Paz Airapí, per contribuire a fondarvi una nuova missione. Nell'anno seguente, egli navigò fino all'estremità settentrionale del golfo della California, cercando di risolvere la questione se la California fosse un'isola o una penisola.
Morì a fine dicembre del 1730 nella Missione di San Francesco Saverio.